# 馬納莫克島
11°18′24.71″N 120°41′7.42″E / 11.3068639°N 120.6853944°E

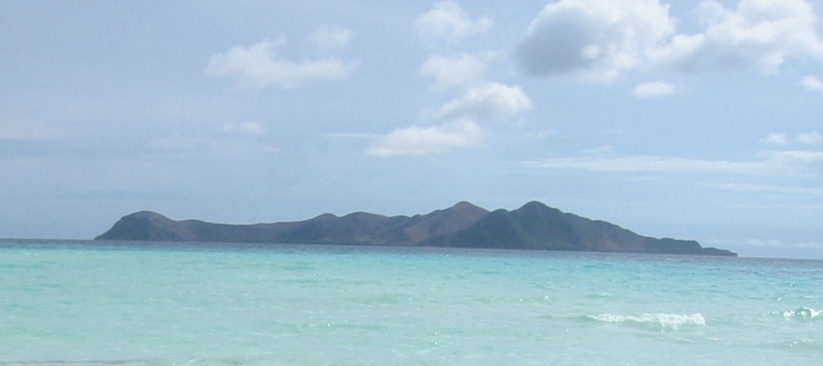

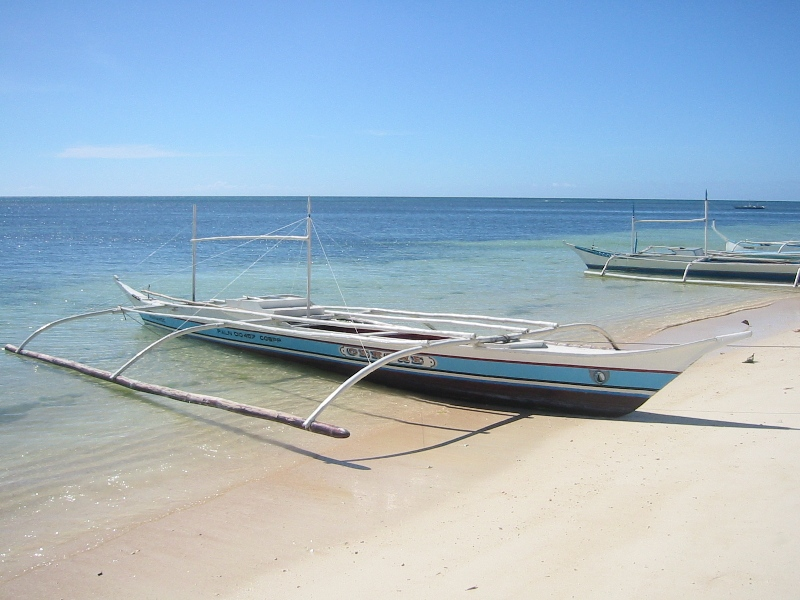

馬納莫克島是菲律賓的島嶼，位於巴拉望島和班乃島之間的蘇祿海，屬於維薩亞斯群島的一部分，由巴拉望省負責管轄，長3.2公里、寬2.7公里，面積5.16平方公里，人口1,900。